# Étang de Médécourbe
L'étang de Médécourbe est un lac d'altitude d'origine glaciaire, dans la chaîne des Pyrénées en Ariège, à 2 199 mètres d’altitude. Il se situe à l'extrémité sud de la haute vallée de Vicdessos, en contrebas de la face nord du pic de Médécourbe transfrontalier.
L'étang s'est formé à partir de 11000 ans BP suite au retrait glaciaire. Cette extension maximale du glacier a laissé une forte moraine formée de gros blocs sous lesquels l'eau de l'étang s'infiltre pour rejoindre l'étang de Soulcem. 
Le niveau de remplissage actuel date de 5000 ans BP.

## Toponymie
Le nom est repris du pic homonyme, Médécourbe, Médacorba en catalan comme en occitan. Toutefois l'origine du nom reste obscure.   

## Géographie

### Topographie
Dans la région Occitanie, en haute vallée de Vicdessos, il est dans le territoire de la commune d'Auzat, dans le périmètre du parc naturel régional des Pyrénées ariégeoises.
À proximité, au nord-ouest, se trouve l’étang de la Soucarrane.

### Hydrographie
L’étang de Médécourbe envoie ses eaux par le ruisseau de Médécourbe dans la vallée de Soulcem vers le barrage éponyme. 

## Faune
D’une superficie d’environ 4,2 hectares, des truites fario et des saumons de fontaine y sont observés.

## Histoire
Pendant 12 jours durant l'été 2017, des fouilles archéologiques ont eu lieu en altitude à la recherche des pratiques ancestrales du pastoralisme, notamment un site de plein air sous l'étang. Un rapport de sondages archéologiques présentant des résultats précis a été émis en décembre 2017.

## Voie d’accès et randonnées
Il faut compter environ deux heures et demie de marche pour atteindre le lac de Médécourbe, en partant du lieu-dit « les orris du Carla » (1 654 m), terminus de la route D8 dans le fond de la haute vallée de Vicdessos, peu après le barrage de Soulcem. 